# TheFatRat
TheFatRat, de son vrai nom Christian Friedrich Johannes Büttner, né le 1er juin 1979 à Göttingen, est un compositeur, producteur de musique et DJ allemand. Il s’est principalement fait connaître sur internet pour ses musiques libres de droit aux sonorités gaming.
Ses styles sont principalement la Glitch hop et l'Electro House. Mais Christian Büttner définit sa musique comme étant de la Gaming music.

## Biographie

### Genèse
Christian est né à Göttingen. Ses premièrs souvenir liés à la musique commence à 2 ans lorsqu’il pianotait sur le piano de sa mère. À l'âge de quatre ans il apprend à jouer de la flûte, puis à six ans, du piano. Avant de se lancer dans la musique électronique, Büttner voulait devenir chef d'orchestre mais décide de se lancer dans la production de musique en 2001.
Il découvre le gaming à l’adolescence et ayant toujours baigné dans la musique, il décide d’acheter des équipements de musique de studio pour apprendre doucement la composition, à la place d’une voiture lors de l’obtention de son permis de conduire.
Pendant 10 ans, il ne vit pas de sa passion et fait de la musique comme il le sent, en créant sa propre patte artistique. Il composait de la musique au début, pour la radio, la télévision, de la publicité, et était ghost-producer pour des DJ locaux. Plus tard il se lance dans la musique électronique avec le pseudo TheFatRat en faisant des remix pour des personnalités de la scène électronique telles qu'Avicii ou Martin Solveig dès 2011[réf. nécessaire]. C’est d’ailleurs lui derrière le titre Mignon Mignon de René la Taupe.

### Début de carrière sous le pseudonyme TheFatRat
Il sort ses propres morceaux à partir de 2011 sur SoundCloud à l’initiative de sa femme. Il commence à se faire connaître grâce à de bonnes positions dans le classement de HypeMachine dont des top1 sur des remix qu’il effectue, tel que Brightside, Don’t Stop, , Xenogenesis.
Il utilise alors le pseudonyme TheFatRat qu’il utilisait lors de ses parties en ligne de jeux vidéo et qui vient d’un surnom qu’il avait lorsqu’il était harcelé à l’école pour sa petite taille, « ratte », rat en français ,.
Il sort son premier EP, Do Be Do Be Do, en 2012.
Il a expliqué que ses débuts dans les remixes l'ont confronté aux frustrations des restrictions de géolocalisation, qui empêchaient certains auditeurs d'accéder à sa musique selon leur pays. Pour lui, la musique doit être accessible à ceux qui souhaitent l'écouter et réinterpréter les morceaux est bénéfique pour les fans comme pour l’artiste, offrant créativité et promotion. Sans être opposé aux droits d’auteur, il critique leur usage excessif qui limite le partage et l’interaction avec le public. C’est pourquoi, l’utilisation libre de droits devient une de ses marques de fabriques,.
Dès Septembre 2014, il va enchaîner une série de singles libres d'utilisation qui vont lui faire connaitre un grand succès notamment le single Unity (269 millions de vue sur Youtube uniquement en 2024). Une partie de son succès est liée au jeu vidéo Geometry Dash, qui permettait aux joueurs de créer leurs niveaux en utilisant des musiques libres de droits depuis Newgrounds.[réf. nécessaire]. Sa devise étant « Live wild and dangerously » littéralement « Vivez sauvagement et dangereusement ».
En Novembre 2016, il sort son second EP Jackpot qui atteindra le top 23 du Billboard Dance/Electronic du classement des Albums. Seulement un mois plus tard en décembre 2016 il signe avec le studio Universal avec qui il crée un label, "The Arcadium".
Il continuera à publier ses singles libres de droit dont certains connaîtront de grands succès comme Fly Away, jusqu'à sortir en 2018 son premier album, Warrior Songs, qui est une collaboration avec le jeu vidéo Dota 2 qui permet d'obtenir de nouvelles musiques en jeu composé pour l'occasion.
Entre 2017 et 2018 , il effectuera certains shows des ESL, telles que l’ESL ONE Cologne 2017, l’ESL ONE Hambourg 2018 ou l’ESL DOTA 2 Finals 2018. Il performe également lors de l’Electric Forest Festival en juillet 2017.

### Premièr album et nouveau chapitre
En 2020, il sort sur Youtube son premier clip vidéo pour son single The Storm, qu’il tourne en Islande. Clip qui sera accompagné d’un mini-jeu mobile disponible sur smartphone.
En 2021, il sort son première album studio personnelle, PARALLAX (il avait déjà sorti un album contenant son travail sur les musiques de DOTA 2). Contenant 10 morceaux, chacun d'entre eux étant le chapitre d'une histoire qui est raconté tout du long de l'album. A cette occasion tout particulièrement, TheFatRat collabore pour la composition avec RIELL, Cecilia Gault, Everen Maxwell et même Anjulie. Cette année-là il continue de collaborer avec de nombreux groupes et artistes de différents univers. Par exemple avec le groupe EVERGLOW.
En 2022, un trend Tiktok mondial utilisant son morceau Xenogenesis lui permet de se faire découvrir d’un plus grand nombre de personnes,.
Grâce à sa décision de lever les restrictions liées aux droits d'auteur sur ses œuvres, sa musique a été utilisée dans 25 millions de vidéos totalisant plus de 30 milliards de vues. D’ailleurs, s’il devait battre un record du monde, celui-ci serait celui du « morceau le plus streamé de tous les temps ».
Proche de sa communauté, il discute chaque vendredi avec elle sur son Discord lors de FAQ.
Il utilise le logiciel Ableton Live pour composer/mixer ses musiques, et publie la majorité de son travail sur SoundCloud, YouTube, Newgrounds et Spotify.

## Problèmes de copyright
En choisissant de rendre l’ensemble de ses créations libres de droits, TheFatRat et son équipe ont été confrontés à des problèmes liés aux droits musicaux. Certaines de ses musiques ont été revendiquées par des tiers, parfois de manière volontaire, parfois accidentelle. Avec l’augmentation du nombre de ses projets, ces revendications abusives ont posé des problèmes sérieux, notamment la suppression de vidéos de créateurs utilisant ses morceaux ou, plus surprenant, la suppression de sa propre chaîne YouTube ,.

### Incident du 12 décembre 2018
Le 12 décembre 2018 TheFatRat reçoit un "Copyright Claim", c'est-à-dire qu'une requête a été envoyée à YouTube pour signaler que la vidéo de sa musique "The Calling" contient des médias dont il n'a pas les droits. Il s'avère que le "Copyright Claim" indique que sa musique ressemble trop à un remix de cette même musique, publié par un fan a posteriori et contreviendrait au droit d'auteur. La situation est ubuesque, surtout que ce n'est pas le remixeur qui a envoyé la requête mais une société du nom de "Ramjets Group" qui fait des "Copyright Claim" frauduleux afin de récupérer les droits et les revenus publicitaires de diverses musiques ne leur appartenant pas. TheFatRat engage une procédure judiciaire et récupère finalement les droits de sa musique, de plus, le morceau "The Calling" est sous licence Creative Commons ce qui avait permis au remixeur de faire son œuvre dérivée. Il a aussi publié une vidéo dénonçant les failles de Content ID, un outil de YouTube permettant d'identifier les contenus sous droits d'auteur. Büttner y souligne l'incapacité de la plateforme à régler les conflits relatifs aux droits d'auteur. Quand il a vu que le litige ne se résolvait pas, il lança une pétition qui recueillit plus de 100 000 signatures.

### Incident du 12 mai 2019
Le 12 mai 2019, 5 mois après l'incident du 12 décembre 2018, le musicien TheFatRat voit sa chaine YouTube supprimée pour raison de "Manquements graves ou répétés aux règles de YouTube concernant le spam, les pratiques trompeuses et les contenus mensongers, ou d'autres infractions aux conditions d'utilisation.". Après discussion avec YouTube, la chaîne TheFatRat est à nouveau en ligne depuis le matin du 13 mai 2019.

## Discographie

### Singles

#### 2013
- Splinter
- Dancing Naked

#### 2014
- Infinite Power
- Unity
- Windfall
- Xenogenesis

#### 2015
- Never Be Alone
- Time Lapse
- Telescope
- Monody feat. Laura Brehm

#### 2016
- No No No
- The Calling feat. Laura Brehm
- Prelude (V.I.P edit.) feat. JDD

#### 2017
- Fly Away feat. Anjulie (en))
- Oblivion feat. Lola Blanc

#### 2018
- MAYDAY feat. Laura Brehm

#### 2019
- Chosen feat. Laura Brehm & Anna Yvette
- Solitude feat. Slaydit
- Sunlight feat. Phaera
- Stronger feat. Slaydit & Anjulie (Monstercat Release)
- Close to the Sun feat. Anjulie
- Rise Up

#### 2020
- The Storm feat. Maisy Kay
- Electrified
- We'll meet again feat. Laura Brehm
- Rule the world feat. AleXa

#### 2022
- Ghost light feat. Everglow
- Back one Day feat. NEFFEX

#### 2023
- Monkeys
- TheFatRat & Shiah Maisel - Out Of The Rain [Chapter 1]
- TheFatRat - Hunger [Chapter 2]
- TheFatRat & Cecilia Gault - Escaping Gravity [Chapter 3]

#### 2024
- TheFatRat - Sail Away [Chapter 4] feat. Laura Brehm
- TheFatRat - Still Here With You [Chapter 5]

- TheFatRat - Myself & I feat. RIELL [Chapter 6]

#### 2025
- TheFatRat - Out Of Love [Chapter 8]
- TheFatRat - Killing Me [Chapter 9]
- TheFatRat & Shiah Maisel - Genius [Chapter 10]

### Remixes
- TheFatRat – Monody (Remix for Rolling Sky)
- Sound Remedy – We Are The Dream
- Icona Pop – All Night
- Strange Talk  – Picking Up All The Pieces
- Atlas Genius – If So
- Diplo – Set It Off ft. Lazerdisk Party Sex
- Singularity – The Tide ft. Steffi Nguyen
- The Knocks – The Feeling
- Chris Brown – Don't Wake Me Up
- Pacific Air – Float
- Static Revenger – Turn The World On
- Martin Solveig – The Night Out
- Foster the People – Don't Stop
- Gotye – Somebody I Used To Know
- The Knocks – Brightside
- Avicii – Next Levels
- Flo Rida – Very Good Feeling
- MarieMarie - Salt Is My Sugar
- Pokémon Theme (TheFatRat Remix) with Jason Paige
- TheFatRat - Monkeys (TheFatRat Remix)

## Pour aller plus loin
- (en) TheFatRat, « TheFatRat Documentary », sur Youtube.com, 28 février 2021 (consulté le 12 janvier 2025)
- (en) Dominik Sander & Red Bull, « RedBull Documentary - TheFatRat: Everything You Ever Wanted To Know About Him. », sur redbull.com, 2 mai 2020 (consulté le 12 janvier 2025)